# Hedcut

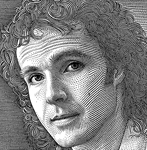
Hedcut do artista Kevin Sprouls.

Hedcut é um termo que se refere a um estilo de desenho associado às ilustrações de retratos em meia coluna do The Wall Street Journal.
A equipe do jornal usa o método pontilhado de muitos pontos pequenos e o método de hachura de pequenas linhas para criar uma imagem, e são projetados para imitar a aparência de xilogravuras de jornais antigos e gravuras em certificados e moedas. A grafia fonética de "hed" pode ser baseada no uso do termo hed para "manchete" pelos jornais.
O Wall Street Journal adotou o formato atual desse retrato em 1979, quando o artista freelancer Kevin Sprouls abordou o jornal com algumas ilustrações de pontos de tinta que ele havia criado. O editor de primeira página sentiu que os desenhos complementavam o clima clássico do jornal e lhe davam uma sensação de estabilidade. Além disso, são geralmente mais legíveis do que seriam as fotografias do mesmo tamanho.
Sprouls foi posteriormente contratado como ilustrador da equipe e permaneceu lá até 1987. Hoje, há cinco artistas de hedcut empregados pelo The Wall Street Journal.
Cada desenho leva entre três e cinco horas para ser produzido. Primeiro, é preciso obter uma fotografia de alta qualidade. Esta fotografia é então convertida para tons de cinza e o contraste é ajustado no Photoshop. A fotografia alterada é impressa, colocada sobre uma mesa de luz e coberta com papel vegetal. Os ilustradores então traçam diretamente sobre essa imagem com canetas de tinta, recriando a foto de origem usando padrões específicos de pontos e linhas. O traçado final é então digitalizado de volta no Photoshop, onde pode ser colorido, se necessário, ou ajustado de alguma outra forma. Esses desenhos são tradicionalmente criados em 18 por 31 paicas e depois reduzidos para se ajustar ao tamanho da coluna.
Às vezes, as mulheres são mais difíceis de retratar do que os homens, pois tendem a ter cortes de cabelo mais complicados, geralmente cortados para simplificar. Isso permite que os retratos das mulheres caibam no mesmo tamanho de moldura que os dos homens, sem reduzir a escala relativa dos rostos das mulheres.
Em 2002, a Smithsonian Institution adquiriu 66 desenhos originais de hedcut e os colocou em exposição permanente na National Portrait Gallery.
Um vídeo de 18 de março de 2010, produzido pelo The Wall Street Journal, mostra os artistas trabalhando.
Em 2019, o The Wall Street Journal começou a desenvolver uma aplicação proprietária que gerava retratos de sebes personalizados usando aprendizagem de máquina treinada em um conjunto de dados de mais de 2.000 desenhos e fotografias de sebes. Em dezembro de 2019, o chefe de P&D do The Wall Street Journal, Francesco Marconi, anunciou que os hedcuts publicados no jornal continuariam a ser criados por artistas humanos, mas que a ferramenta baseada em IA seria oferecida a todos os seus membros para "democratizar" as ilustrações e criar um repositório contínuo de fotos para o aplicativo continuar aprendendo a fim de refinar melhor seus resultados.